# 梅丽莎·劳奇
梅丽莎·劳奇（英文：Melissa Ivy Rauch，1980年6月23日—）是一位美国女演员，知名于在哥伦比亚广播公司旗下的情景喜剧生活大爆炸中扮演伯纳黛特。她與一名作家結了婚。

## 早年生活
梅丽莎出生于美国新泽西州马尔伯洛市，是一位犹太人。梅丽莎曾在瑪麗山曼哈頓學院就读，毕业后拿到了艺术学士（BFA）。

## 职业生涯
2009年，梅丽莎开始在情景喜剧生活大爆炸中扮演霍华德·沃洛维兹的女朋友伯纳黛特这一角色，伯纳黛特滑稽可爱，很受观众欢迎；2010年，在生活大爆炸第四季中，梅丽莎扮演的伯纳黛特被剧组提升为常驻演员。梅丽莎曾参与电视台VH1旗下的节目Best Week Ever，也曾在办公室、黑金诱惑、寻找伴郎（I Love You, Man）、真爱如血等电视剧、电影中出现过。